# بورصة أستراليا
البورصة الأسترالية للأوراق المالية (ASX، والتي يشار إليها أحيانا خارج أستراليا باسم بورصة سيدني) هي البورصة الأسترالية للأوراق المالية. و هي مملوكة للأسترالية للأسواق المالية المحدودة، وهي شركة عامة أسترالية. قبل ديسمبر 2006، كانت تُعرف باسم البورصة الأسترالية، التي تم تشكيلها في 1 أبريل 1987، والتي تم إنشاؤها بموجب تشريعات البرلمان الأسترالي كدمج لبورصات الأوراق المالية الحكومية الست. تم دمجها مع بورصة سيدني للعقود الآجلة في عام 2006.
اليوم ، يبلغ متوسط قيمة التداول اليومي في بورصة 4.685 مليار دولار أسترالي ورسملة السوق حوالي 1.9تريليون دولار أسترالي ، مما يجعلها واحدة من أفضل 16 مجموعة تبادل في العالم .

مركز سيدني للصرافة

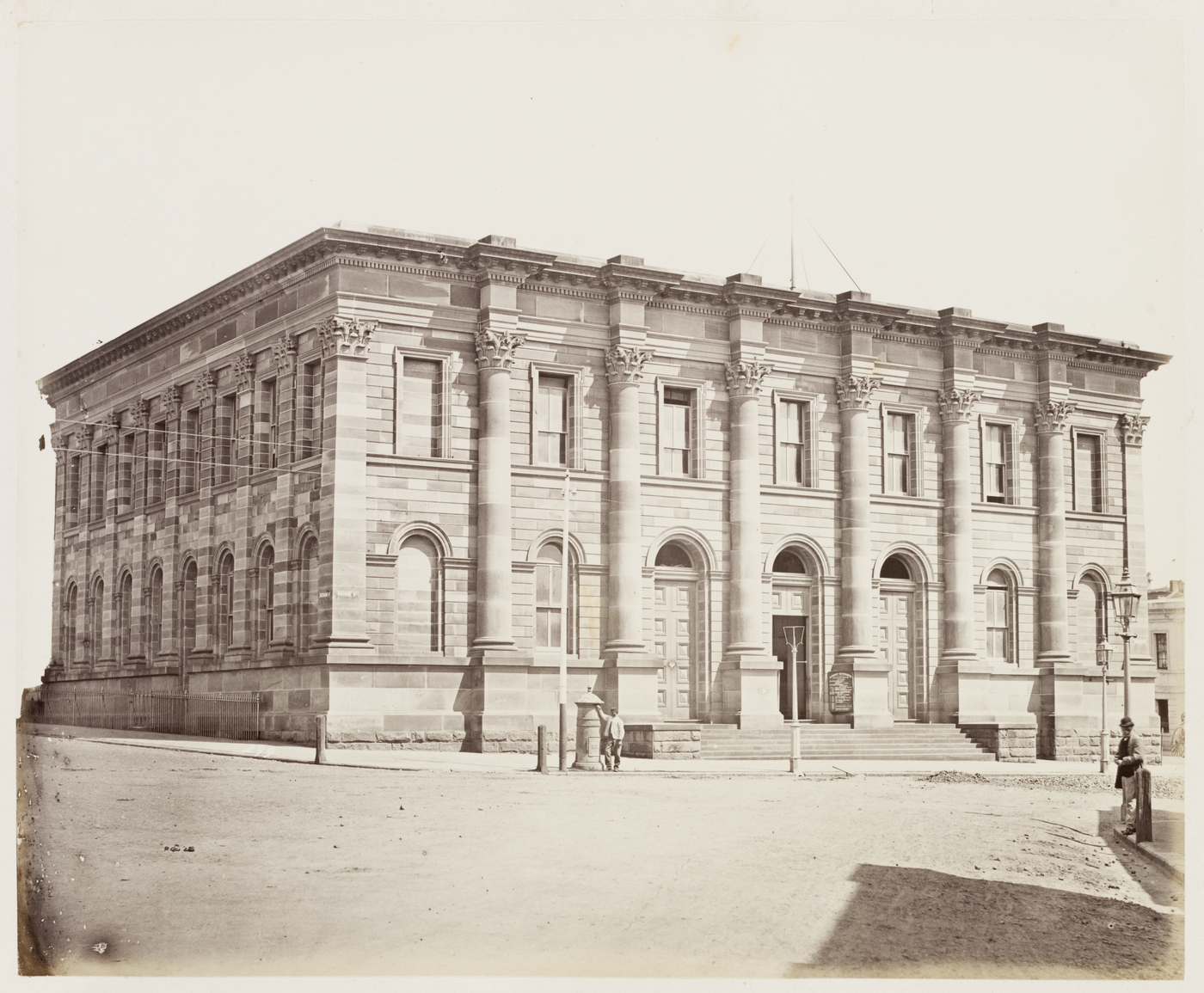
مبنى بورصة سيدني في عام 1872

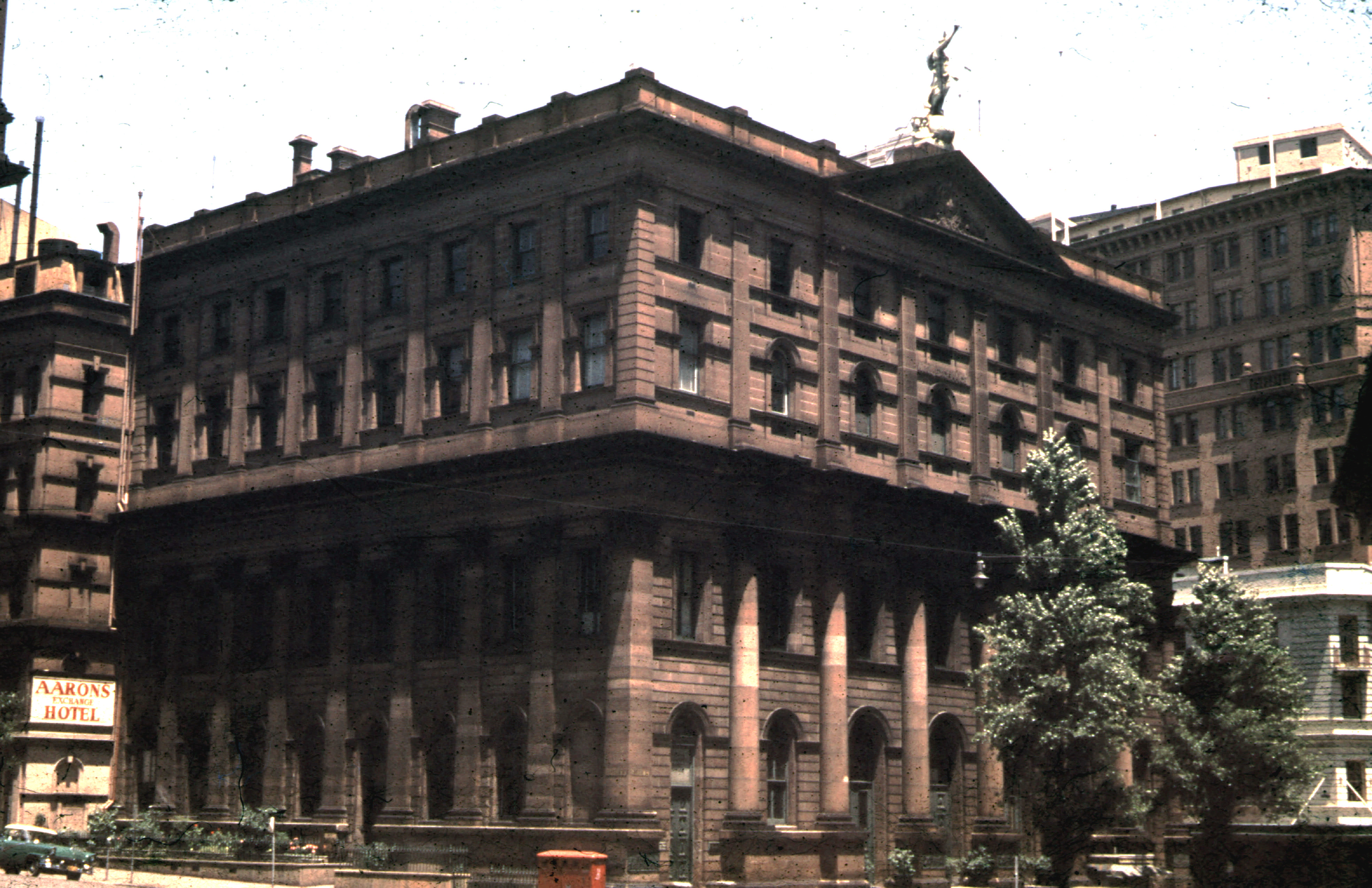
مبنى بورصة سيدني في عام 1959

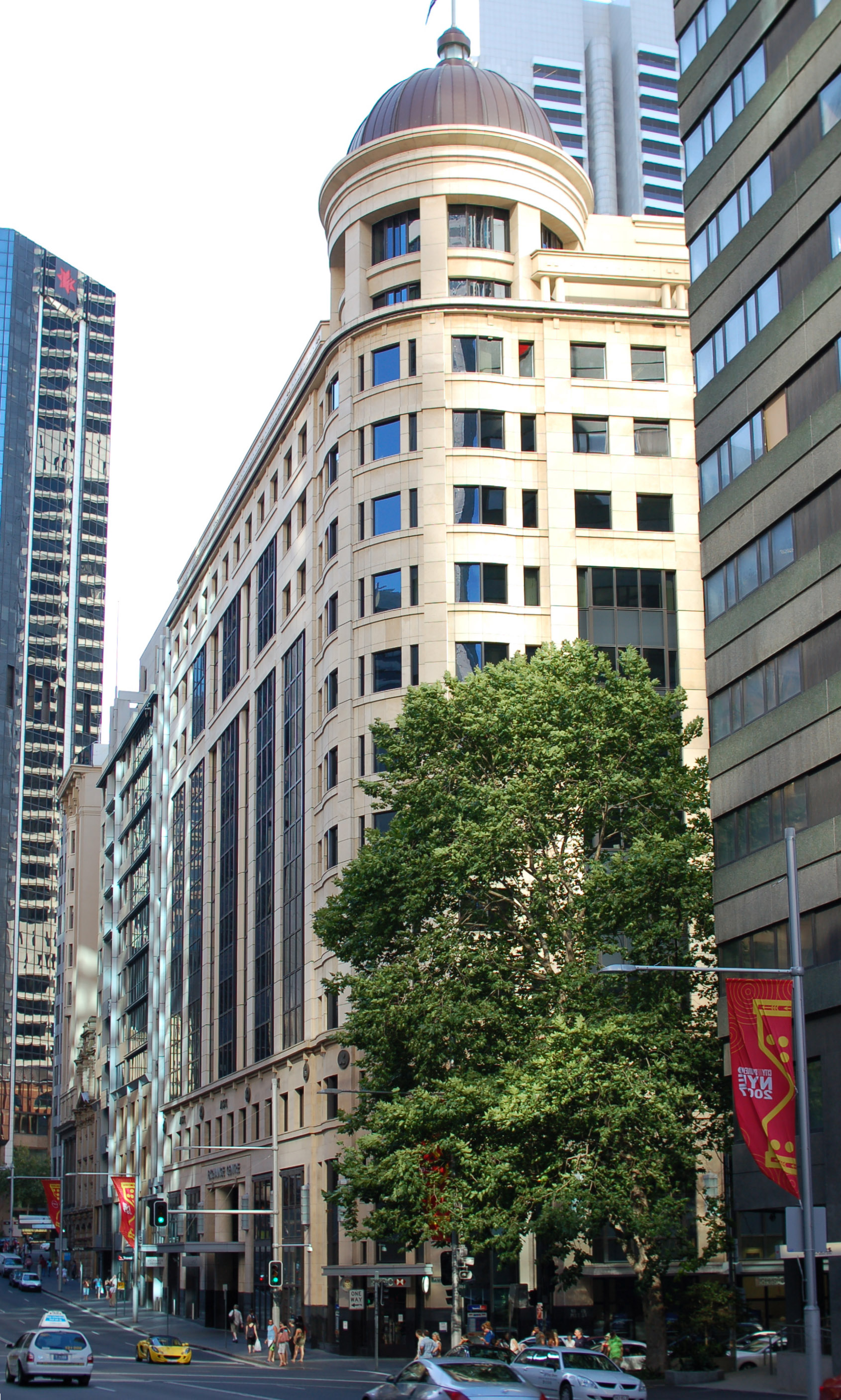
ساحة سيدني للصرافة

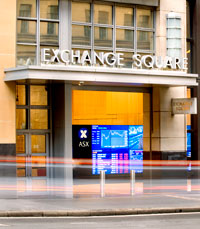
مدخل ميدان سيدني للصرافة

## روابط خارجية
- الموقع الرسمي
- التقرير السنوي ASX 2012